# Chiesa di San Pietro in Ento
La chiesa di San Pietro in Ento era un luogo di culto cattolico situato nel comune di Apricale, in provincia di Imperia. Dell'antico impianto, forse di origine romanica, rimane ad oggi soltanto qualche rudere non visitabile.

## Storia e descrizione
L'edificio era, secondo le fonti storiche, l'impianto religioso più antico del territorio e molto probabilmente la sua data di costruzione è risalente ad un periodo ben precedente alla nascita del borgo medievale apricalese. Sita a circa tre chilometri dal centro di Apricale, lungo la strada per Pigna, la chiesa fu la prima parrocchiale dei piccoli villaggi della valle.
In un documento attestato del 1166 è probabilmente alle dipendenze della prioria di Ventimiglia così come altri beni nel territorio apricale. Un successivo documento del 1230 afferma che nel sagrato della chiesa qui si radunarono e nominarono il locale giudice di pace i membri del parlamento di Apricale. Nuovamente citata nei celebri statuti del 1267 è ulteriormente documentata nel XVI secolo a seguito di una necessaria riparazione del tetto per infiltrazioni; l'edificio risulta però già in stato di abbandono.
Le ultime notizie certe e documentabili giungono fino al XVIII secolo quando si apprende della nomina di un apposito priore per la cura della chiesa. Da tale periodo cessano ogni informazione storica.